# Caenarolia weyenberghi
Caenarolia weyenberghi är en tvåvingeart som först beskrevs av Wulp 1882.  Caenarolia weyenberghi ingår i släktet Caenarolia och familjen rovflugor. Inga underarter finns listade i Catalogue of Life.